# Carlos Emilio Orrantía
Carlos Emilio Orrantía Treviño (* 1. Februar 1991 in Mexiko-Stadt) ist ein mexikanischer Fußballspieler, der vorwiegend im Mittelfeld agiert.

## Laufbahn
Orrantía ging aus dem Nachwuchsbereich seines „Heimatvereins“ UNAM Pumas hervor, bei dem er auch seinen ersten Profivertrag erhielt.
Sein Debüt in der Primera División bestritt Orrantía am 25. April 2010 in einem Auswärtsspiel beim CF Indios, das 0:2 verloren wurde. In der Clausura 2011, in der er es immerhin bereits auf neun Einsätze brachte, feierte er mit den Pumas den Gewinn der mexikanischen Fußballmeisterschaft.
Zu jener Zeit entwickelte Orrantía sich zu einem in manchen Spielzeiten regelmäßig eingesetzten Stammspieler, der zum Beispiel in der Clausura 2012 in allen 17 Punktspielen der Pumas zum Einsatz kam.
Das Jahr 2014 verbrachte er bei Deportivo Toluca und das Jahr 2015 bei Santos Laguna, mit denen er in der Clausura 2015 ein weiteres Mal die mexikanische Fußballmeisterschaft gewann.
Seit Januar 2016 ist Orrantía für den Puebla FC tätig.

## Erfolge
- Mexikanischer Meister: Clausura 2011